# Luc René Charles Achard de Bonvouloir
Pour les articles homonymes, voir Achard.
Luc René Charles Achard comte de Bonvouloir, né à Passais, dans l'élection de Domfront le 19 mars 1744 et mort au Dézert dans la Manche le 12 février 1827, est un homme politique français, député de la noblesse pour le bailliage de Coutances lors des États généraux de 1789.

## Biographie
Issu d'une vieille famille noble française, il est d'abord page de Louis XV puis capitaine de cavalerie, nommé chevalier de l'ordre de Saint-Louis. 
Il épouse le 22 avril 1722, à Condé sur Sarthe, Marie Anne Jeanne de Saint Denis de Vervaine, née à Chandernagor aux Indes en 1753.
Seigneur du Perthuis-Achard et du Dézert, il est, en 1787, député de la noblesse aux assemblées de la moyenne Normandie. Il est ensuite envoyé par les nobles du bailliage de Coutances aux états généraux convoqués par Louis XVI en 1789, où il défend fermement les privilèges de son ordre et s'oppose le 30 mai 1789 à la double représentation du Tiers état, en refusant de siéger jusqu'au 28 juillet suivant, avec l'accord de ses commettants.
Comme membre de l'Assemblée constituante, il propose l'ouverture du droit de prêt à tous, idée reprise par Pétion et votée. Il refuse l'abandon des différences de droits dans les provinces au nom des coutumes locales, et s'oppose ainsi en vain à l'égalité des partages lors des successions, au nom de la coutume de Normandie.
Après la dissolution de la Constituante, il émigre pour ne rentrer qu'en 1801, où il se retire sur ses terres normandes, s'attachant à l'agronomie.

## Distinctions
- Chevalier de l'ordre royal et militaire de Saint-Louis

## Famille
Famille très ancienne du Poitou et de Normandie, divisée en trois branches : Achard de Bonvouloir, de la Vente et de Leluardière. L'aîné des Achard a le droit de conduire l'évêque d'Angoulême pour avoir sauvé la ville des infidèles attirés par Eude duc d'Angoulême. Les Achard ont aussi livré bataille contre les Sarrasins, une croix commémorait cette bataille où il était inscrit « Les Achard, les Tison, les Voisin du pays ont chassé les Sarrazins ». Compagnon d'arme de Guillaume le Conquérant durant la bataille de Hastings.
- Cri de guerre: Hache Achard.
- Devise : Bonvouloir et loyauté.
- Armes : D'azur, au lion d'argent, armé et lampassé de gueules, à deux fasces alésées du troisième, brochant sur le tout
- tour de Bonvouloir (Juvigny-sous-Andaine)
- Alliance avec la famille Gouhier en Normandie.

Son frère, Julien Alexandre Achard de Bonvouloir (1749-1783), est un émissaire secret de la France auprès du congrès de Philadelphie avant l'Indépendance américaine.